# Música de salão

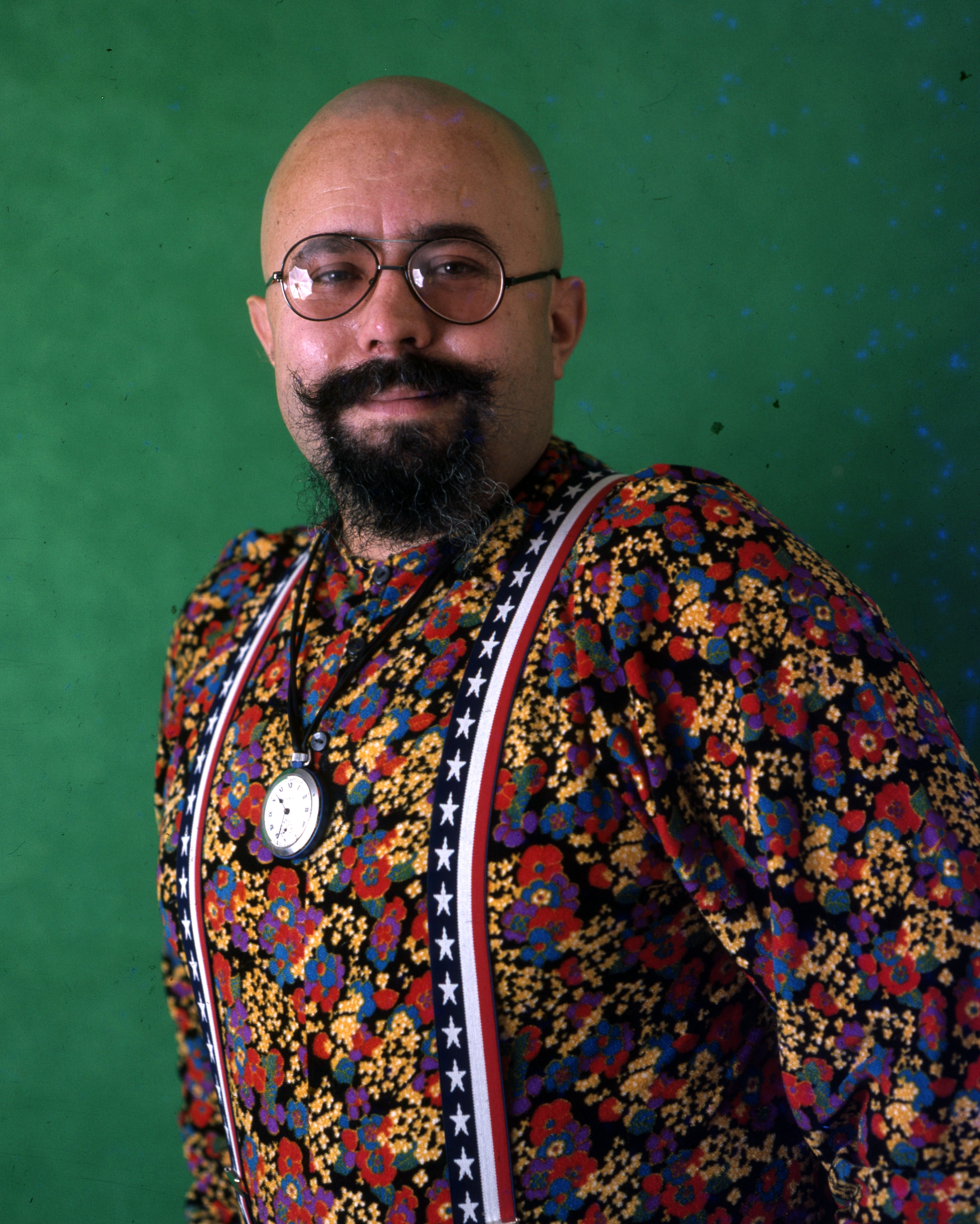
Bergendy István (Szolnok, 1939. október 8. –) Liszt Ferenc-díjas magyar zeneszerző, szaxofonos, énekes, a Bergendy-együttes zenekarvezetője.

A música de salão foi um gênero musical popular na Europa durante o século XIX. Esse tipo de música era geralmente escrita para piano e no estilo romântico, e muitas vezes realizada pelo compositor em eventos conhecidos como salões. Composições de salão são geralmente bastante curtas e muitas vezes se concentram em exibições pianísticas virtuosas ou expressões emocionais ou sentimentais. Subgêneros comuns da música de salão são a paráfrase ou fantasia operística, na qual múltiplos temas de uma ópera popular são a base da composição, e a peça de caráter musical, que retrata na música uma situação ou narrativa particular. 

## Compositores de salão
Muitos compositores populares escreveram pelo menos algumas peças que se enquadram na categoria de música de salão. Alguns pianistas compunham apenas música de salão, mas muitos desses especialistas viram sua fama declinar ao longo do tempo. 
- Sigismond Thalberg[2] especializou-se em paráfrases operísticas, muitas vezes apresentando uma "técnica de três mãos" que era sua marca registrada. Muitas vezes considerado como o maior dos pianistas "apenas de salão".
- John Field compôs uma série de noturnos que influenciaram grandemente Chopin.
- Frédéric Chopin[2] foi influenciado por Field e elementos de música de salão aparecem em algumas de suas obras (algumas de suas primeiras valsas e noturnos).
- Franz Liszt,[2] como Chopin, transcende o gênero. Apenas algumas de suas composições (sua Valse-Impromptu, a Galop Chromatique, ou algumas das fantasias operísticas) podem ser consideradas inteiramente dentro da tradição de salão.
- Louis Moreau Gottschalk[2] é notável como o primeiro pianista americano a alcançar sucesso na Europa.
- Henri Herz
- Gustav Lange
- Chaminé Cécile
- Moritz Moszkowski[2]
- Ignaz Moscheles[2]
- Benjamin Godard
- Emmanuel Chabrier
- Giselle Galos, até 2010 conhecida apenas pelo pseudônimo "C. Galos" e suposta um homem, compôs duas peças de música de salão popular na forma de noturnos simples.
- Désiré Magnus
- Jules Massenet
- Théodore Falta
- Juventino Rosas, compositor de Sobre las olas
- Gioachino Rossini compilou sua música de salão em treze volumes, que ele chamou de Péchés de vieillesse ("pecados da velhice").
- Julius Schulhoff
- Al Sherman
- Sidney Smith
- Martinus Sieveking
- Erik Satie[2]
- Francesco Paolo Tosti
- Georges Boulanger (violinista)
- Franz Behr
- Paul Wachs
- Mélanie Bonis
- Maria Szymanowska, cujo Noturno Le Murmure é uma dessas peças que se enquadra na categoria de música de salão.[3]
- Tekla Bądarzewska-Baranowska, mais conhecida por sua composição A oração da donzela.
- Teresa Carreño
- Ernesto Nazareth
- Ignacio Cervantes
- Isaac Albéniz

## Artistas conhecidos
- Adolf Busch
- Fritz Busch
- Jacques Thibaud
- Rudolf Serkin
- Jascha Heifetz
- Fritz Kreisler
- Emanuel Feuermann
- Pablo Casals
- Paul Hindemith